# 樊麾
樊麾（ファン・フイ、Fan Hui、1981年12月27日 - ）は中国系フランス人のプロ棋士。
西安市に生まれ、16歳でプロ初段棋士となり、2000年に渡仏。2013年から2015年のヨーロッパ囲碁王者となった。2013年にフランス国籍を取得。
2015年10月、AI碁ソフトAlphaGoとの5回の対局を行い、5戦5敗でプロ棋士として初めて敗北した（詳細はAlphaGo versus Fan Hui参照）。この対戦はAlphaGoをテーマとしたドキュメンタリー映画「アルファ碁」として公開された。